# Astrebla elymoides
Astrebla elymoides es una especie de planta herbácea de la familia de las poáceas. 

## Descripción
Es una planta erguida y perenne del tussok que alcanza un tamaño de 1 m de altura. Las hojas con lámina de 3-5,5 mm de ancho, márgenes y superficie superior erizados. La esbelta inflorescencia, en forma de pico, de 12-38 cm de largo, y 3 mm de ancho, exertos mucho más allá de las hojas. Espiguillas solitarias, muy delgadas, cilíndricas o ligeramente comprimidas, lanceoladas a linear-oblongas. Glumas a menudo caducas, lanceoladas a oblongas, la inferior 1-nervada, de 5,5-7 mm de largo, la superior 7-11-nervadas, 11-17 mm de largo. Lemmas poco vellosos en la base; lóbulo medio cónico en una delgada cerda de 4-6 mm de largo, lóbulos laterales rígidos, de 2-4 mm de largo. Palea lanceolada de 7 mm de largo.

## Distribución y hábitat
Astrebla elymoides crece cerca del agua en las áreas de arcillas pesadas en Nueva Gales del Sur y Queensland.

## Taxonomía
Astrebla elymoides fue descrita por F.Muell. ex F.M.Bailey y publicado en Queensland Grasses 1: 8. 1888.
Etimología
Astrebla: nombre genérico que deriva de las palabras griegas: a (no) y streblos (torcido), en referencia a las aristas rectas.
elymoides: epíteto latíno que significa "parecido a Elymus". 
Sinonimia
- Astrebla pectinata var. elymoides (Bailey) F.M.Bailey	[4][5]